# Wald (Herrschaft)
Die Herrschaft Wald war eine Grundherrschaft im Viertel ober dem Wienerwald im Erzherzogtum Österreich unter der Enns, dem heutigen Niederösterreich.

## Ausdehnung
Die Herrschaft umfasste zuletzt die Ortsobrigkeit über Pyra, Michelbach, Wald, Perschenegg, Windhag, Heuberg, Fahra, Kronberg, Mayerhüfel, Kropfstorf, Perersdorf, Kirchweg, Fahrafeld, Gstetten, Untergoin, Finsteregg, Kleindurlas, Waldhäusel, Amt Michelbach, Kollersberg, Plosdorf. Der Sitz der Verwaltung befand sich im Schloss Wald.

## Geschichte
Letzte Inhaber der Allodialherrschaft waren Johann Adolf Hanke Edler von Hankenberg und Eduard Lugano, als diese mit den Reformen 1848/1849 aufgelöst wurde.